# Elke Sommer
Elke Sommer, née Elke Schletz (Berlim, 5 de novembro de 1940) é uma atriz alemã. Entre seus filmes mais conhecidos estão The Prize (1963), com Paul Newman, A Shot in the Dark (1964), com Peter Sellers; The Art of Love (1965), com James Garner; The Money Trap (1965), com Glenn Ford e Rita Hayworth; The Oscar (1966), com Stephen Boyd e  The Prisoner of Zenda (1979), com Peter Sellers; além do filme Carry On Behind (1975), baseado na série britânica Carry On.
Atualmente mora em Los Angeles, na Califórnia, e trabalha como pintora, fortemente influenciada pelo estilo de Marc Chagall. É prima da ex-miss brasileira Mariza Sommer.